# Milan Jurčina
Milan Jurčina (* 7. června 1983 v Liptovském Mikuláši) je bývalý slovenský hokejový obránce.

## Kariéra
Klubový hokej v zámoří začínal v 17 letech v juniorské soutěži QMJHL, za mužstvo Halifax Mooseheads. V roce 2001 byl vybrán v úvodním draftu NHL týmem Boston Bruins v osmém kole jako 241. v pořadí. Na první vstup na led NHL si však ještě několik let musel počkat. Po opuštění juniorské soutěže hrál dvě sezóny v AHL za farmářský tým Bostonu Providence Bruins. Až konečně v sezóně 2005/06 odehrál 8. října 2005 s číslem 68 svůj první zápas v NHL. Na tuto sezónu měl uzavřenou smlouvu na 513 tisíc dolarů. V průběhu následující byl vyměněn do klubu Washington Capitals, kde odehrál 30 zápasů, a byl jedním z nejvytíženějších hráčů. Za Washington Capitals nosil dres s číslem 23.
6. ledna 2011 prodloužil smlouvu o jeden rok s týmem New York Islanders, která mu vynese 1,6 milionu dolarů.
3. prosince 2022 oznámil konec hokejové kariéry.
Od 19. září 2023 je evropským skautem klubu Boston Bruins.

## Ocenění a úspěchy
- 2016 KHL - Utkání hvězd

## Prvenství

### NHL
- Debut - 8. října 2005 (Pittsburgh Penguins proti Boston Bruins)
- První asistence - 25. listopadu 2005 (Boston Bruins proti Philadelphia Flyers)
- První gól - 7. ledna 2006 (Boston Bruins proti Tampa Bay Lightning, americkému brankáři John Grahame)

### ČHL
- Debut - 12. října 2012 (HC Slavia Praha proti Piráti Chomutov)
- První asistence - 28. října 2012 (Piráti Chomutov proti Bílí Tygři Liberec)
- První gól - 23. října 2019 (HC Sparta Praha proti HC Energie Karlovy Vary, českému brankáři Janu Bednářovi)

### KHL
- Debut - 6. září 2014 (Dinamo Riga proti HK Dinamo Minsk)
- První asistence - 19. září 2014 (HC Jugra Chanty-Mansijsk proti Dinamo Riga)
- První gól - 23. září 2014 (Dinamo Riga proti Atlant Mytišči, finskému brankáři Atte Engren)

## Klubové statistiky
| Sezóna        | Klub                  | Soutěž        |     | Základní část | Základní část | Základní část | Základní část | Základní část |    | Play off | Play off | Play off | Play off | Play off |
| Sezóna        | Klub                  | Soutěž        | Z   | G             | A             | B             | TM            | Z             | G  | A        | B        | TM       |          |          |
| 2000–01       | Halifax Mooseheads    | QMJHL         | 68  | 0             | 5             | 5             | 56            | 6             | 0  | 2        | 2        | 12       |          |          |
| 2001–02       | Halifax Mooseheads    | QMJHL         | 61  | 4             | 16            | 20            | 58            | 13            | 5  | 3        | 8        | 10       |          |          |
| 2002–03       | Halifax Mooseheads    | QMJHL         | 51  | 15            | 13            | 28            | 102           | 25            | 6  | 6        | 12       | 40       |          |          |
| 2003–04       | Providence Bruins     | AHL           | 73  | 5             | 12            | 17            | 52            | 2             | 0  | 1        | 1        | 2        |          |          |
| 2004–05       | Providence Bruins     | AHL           | 79  | 6             | 17            | 23            | 92            | 17            | 1  | 3        | 4        | 30       |          |          |
| 2005–06       | Providence Bruins     | AHL           | 7   | 0             | 3             | 3             | 8             | —             | —  | —        | —        | —        |          |          |
| 2005–06       | Boston Bruins         | NHL           | 51  | 6             | 5             | 11            | 54            | —             | —  | —        | —        | —        |          |          |
| 2006–07       | Boston Bruins         | NHL           | 40  | 2             | 1             | 3             | 20            | —             | —  | —        | —        | —        |          |          |
| 2006–07       | Washington Capitals   | NHL           | 30  | 2             | 7             | 9             | 24            | —             | —  | —        | —        | —        |          |          |
| 2007–08       | Washington Capitals   | NHL           | 75  | 1             | 8             | 9             | 30            | 7             | 0  | 0        | 0        | 6        |          |          |
| 2008–09       | Washington Capitals   | NHL           | 79  | 3             | 11            | 14            | 68            | 14            | 2  | 0        | 2        | 12       |          |          |
| 2009–10       | Washington Capitals   | NHL           | 27  | 0             | 4             | 4             | 14            | —             | —  | —        | —        | —        |          |          |
| 2009–10       | Columbus Blue Jackets | NHL           | 17  | 1             | 2             | 3             | 10            | —             | —  | —        | —        | —        |          |          |
| 2010–11       | New York Islanders    | NHL           | 46  | 4             | 13            | 17            | 30            | —             | —  | —        | —        | —        |          |          |
| 2011–12       | New York Islanders    | NHL           | 65  | 3             | 8             | 11            | 30            | —             | —  | —        | —        | —        |          |          |
| 2012–13       | Piráti Chomutov       | ČHL           | 22  | 0             | 3             | 3             | 20            | —             | —  | —        | —        | —        |          |          |
| 2012–13       | Lukko Rauma           | SM-l          | 14  | 5             | 2             | 7             | 26            | 12            | 1  | 6        | 7        | 16       |          |          |
| 2013–14       | TPS Turku             | SM-l          | 21  | 1             | 5             | 6             | 18            | —             | —  | —        | —        | —        |          |          |
| 2013–14       | Fribourg-Gottéron     | NLA           | 2   | 0             | 0             | 0             | 0             | —             | —  | —        | —        | —        |          |          |
| 2014–15       | Dinamo Riga           | KHL           | 46  | 5             | 5             | 10            | 46            | —             | —  | —        | —        | —        |          |          |
| 2015–16       | KHL Medveščak         | KHL           | 49  | 4             | 9             | 13            | 12            | —             | —  | —        | —        | —        |          |          |
| 2015–16       | Eisbären Berlín       | DEL           | 8   | 0             | 4             | 4             | 6             | 5             | 0  | 0        | 0        | 27       |          |          |
| 2016–17       | Nürnberg Ice Tigers   | DEL           | 37  | 5             | 11            | 16            | 38            | —             | —  | —        | —        | —        |          |          |
| 2017–18       | Nürnberg Ice Tigers   | DEL           | 49  | 2             | 11            | 13            | 59            | —             | —  | —        | —        | —        |          |          |
| 2018–19       | Nürnberg Ice Tigers   | DEL           | 37  | 1             | 9             | 10            | 24            | 6             | 0  | 1        | 1        | 4        |          |          |
| 2019–20       | Sparta Praha          | ČHL           | 29  | 3             | 6             | 9             | 48            | —             | —  | —        | —        | —        |          |          |
| 2020–21       | Sparta Praha          | ČHL           | 21  | 3             | 3             | 6             | 16            | 11            | 0  | 2        | 2        | 8        |          |          |
| 2021–22       | Sparta Praha          | ČHL           | 23  | 0             | 1             | 1             | 39            | 16            | 0  | 1        | 1        | 6        |          |          |
| NHL celkově   | NHL celkově           | NHL celkově   | 365 | 19            | 51            | 70            | 250           | 21            | 2  | 0        | 2        | 18       |          |          |
| AHL celkově   | AHL celkově           | AHL celkově   | 159 | 11            | 32            | 43            | 152           | 19            | 1  | 4        | 5        | 32       |          |          |
| QMJHL celkově | QMJHL celkově         | QMJHL celkově | 180 | 19            | 34            | 53            | 216           | 44            | 11 | 11       | 22       | 62       |          |          |

## Reprezentace
Milan Jurčina měl svou premiéru v reprezentačním výběru Slovenska na zimních olympijských hrách 2006 v Turíně. Obléká reprezentační dres s číslem 68.
ZOH 2006 Slovensko skončilo na zimní olympiádě na pátém místě. Po výborných výkonech v základní skupině, kterou vyhrálo bez ztráty bodu, bylo vyřazeno ve čtvrtfinále Českem. Milan Jurčina se jako nováček uvedl dobře a hrál ve všech 6 zápasech Slovenska. Získal 1 bod za přihrávku, v + / - hodnocení se však zařadil až na chvost reprezentačního kolektivu.
V roce 2006 ho trenér František Hossa nominoval i na světový šampionát v lotyšské Rize, kde zaznamenal dva góly, přihrávku a sedm plusových bodů.
V roce 2007 přijal pozvánku reprezentačního trenéra Júlia Šuplera na světový šampionát v Rusku, s bývalým spoluhráčem z Bostonu Zdeno Chárou byli jedinými zástupci NHL v obraně tohoto slovenského výběru. Mužstvo vypadlo se Švédskem ve čtvrtfinále a obsadilo 6. místo. Jurčina zaznamenal 6 plusových bodů, což bylo spolu s Mariánem Gáboríkem nejvíce ze slovenských hráčů.
| Rok                            | Tým                            | Soutěž                         | Z  | G | A | B  | TM |
| ------------------------------ | ------------------------------ | ------------------------------ | -- | - | - | -- | -- |
| 2002                           | Slovensko 20                   | MSJ                            | 7  | 1 | 1 | 2  | 14 |
| 2003                           | Slovensko 20                   | MSJ                            | 1  | 0 | 0 | 0  | 0  |
| 2006                           | Slovensko                      | ZOH                            | 6  | 0 | 1 | 1  | 8  |
| 2006                           | Slovensko                      | MS                             | 7  | 2 | 1 | 3  | 8  |
| 2007                           | Slovensko                      | MS                             | 7  | 1 | 1 | 2  | 8  |
| 2010                           | Slovensko                      | ZOH                            | 7  | 0 | 0 | 0  | 2  |
| 2011                           | Slovensko                      | MS                             | 6  | 0 | 2 | 2  | 4  |
| 2013                           | Slovensko                      | MS                             | 8  | 0 | 2 | 2  | 6  |
| 2014                           | Slovensko                      | MS                             | 4  | 0 | 0 | 0  | 0  |
| 2015                           | Slovensko                      | MS                             | 7  | 0 | 0 | 0  | 4  |
| Juniorská reprezentace celkově | Juniorská reprezentace celkově | Juniorská reprezentace celkově | 8  | 1 | 1 | 2  | 14 |
| Seniorská reprezentace celkově | Seniorská reprezentace celkově | Seniorská reprezentace celkově | 52 | 3 | 7 | 10 | 40 |